# El mètode Knox
El mètode Knox (títol original en anglès, Knox Goes Away) és una pel·lícula de thriller policial estatunidenc del 2023 dirigida per Michael Keaton i escrita per Gregory Poirier. És protagonitzada pel mateix Keaton (que també va coproduir-la), juntament amb James Marsden, Suzy Nakamura, Joanna Kulig, Ray McKinnon, John Hoogenakker, Lela Loren, Marcia Gay Harden i Al Pacino en papers secundaris. Segueix un assassí a sou amb una forma de demència en ràpida evolució que promet passar els seus darrers dies intentant salvar la vida del seu fill adult i poder redimir-se. S'ha subtitulat al català.
La pel·lícula es va estrenar al 48è Festival Internacional de Cinema de Toronto el 10 de setembre de 2023 i va arribar als cinemes dels Estats Units el 15 de març de 2024. Va rebre crítiques contradictòries.